# Freising
Freising (tiếng Slovene: Brižinj) là một thị xã ở bang Bayern, Đức, huyện lỵ của huyện Freising. Dân số cuối năm 2007 là 45.177 người. Đô thị này nằm về phía bắc München bên sông Isar, gần sân bay quốc tế München. Thị xã có Đại giáo đường Freising ở đồi Weihenstephan.